# 乔姓
喬姓為中文姓氏之一，在《百家姓》中排名第282位。今日喬姓分布主要集中于河南、山东、江苏、山西四省，大约占乔姓总人口的55%。

## 漢族起源

### 橋姓
出自漢族姬姓，为桥姓所改，是一个以山命名的姓氏。据《元和姓纂》及《萬姓同譜》所载，相传中原人民的共同祖先黄帝死后葬于桥山（今陕西省黄陵县城北），子孙中有留在桥山守山看墳的，于是这些人就以山为姓，称为桥氏。
至于桥氏改为乔氏，是差不多在北魏時期。据《古今姓氏書辯證/#喬》及桑君编纂的《新百家姓》记载，东汉时太尉桥玄的六世孙「桥勤」在北魏任平原内史，北魏末年魏孝武帝不堪忍受宰相高欢的专权和压迫而出逃，桥勤随孝武帝一起投奔到宇文泰建立的西魏。宇文泰當時認為「橋」被千人踏萬人踩象徵其被壓迫的慘痛經歷，叫桥勤去掉桥的木字边賜姓「喬」，取其高远之意。桥勤自此改桥为乔，世代相传下去，这就是陕西乔姓的由来。
乔姓自漢代開始，主要活躍於山西、陕西、河北、河南等黃河流域一帶。南北朝时開始进入湖南、四川等省。當時還是寫成「桥姓」，至南北朝時才去木字旁为「乔姓」。
唐宋时期，乔姓漸漸向东部山东、向东南江浙地区发展。但直至明朝以后，基本喬姓還是以北方為中心。 　

### 僑姓
《風俗通》稱黃帝後代僑極之後，有僑姓，僑姓後改為橋姓、喬姓，《風俗通》曰：“黃帝裔孫僑極之後。”周朝時，鄭國國僑，即子產，後人有人姓僑氏，後改為橋姓、喬姓，《路史》曰：“鄭公族國僑之後。”

### 外族

#### 匈奴
出自匈奴贵姓。史料记载，汉代匈奴贵姓有四个──兰、乔（丘林）、呼衍、须仆，内有乔氏。 

#### 鲜卑
出自鲜卑之后。据史书记载，魏晋南北朝时期也有乔姓的鲜卑人出现，他们的后代一直延续着这个姓。

## 延伸阅读
[在维基数据编辑]
 《百家姓》
 《欽定古今圖書集成·明倫彙編·氏族典·喬姓部》，出自陈梦雷《古今圖書集成》